# Róisín Machine
| Совокупная оценка | Совокупная оценка |
| Источник          | Оценка            |
| ----------------- | ----------------- |
| Album of the Year | 83/100            |
| AnyDecentMusic?   | 8.2/10            |
| Metacritic        | 86/100            |
| Оценки критиков   |                   |
| Источник          | Оценка            |
| AllMusic          | [ 6 ]             |
| The Arts Desk     | [ 7 ]             |
| DIY               | [ 8 ]             |
| Exclaim!          | 8/10              |
| The Guardian      | [ 10 ]            |
| i                 | [ 11 ]            |
| The Irish Times   | [ 12 ]            |
| Loud and Quiet    | 9/10              |
| NME               | [ 14 ]            |
| Pitchfork         | 8.0/10            |

Róisín Machine — пятый сольный студийный альбом ирландской певицы Рошин Мёрфи, выпущенный 2 октября 2020 года на лейбле Skint Records.

## Предыстория и запись
Согласно интервью Мёрфи, данному Official Charts Company в 2020 году, работа над тем, что станет впоследствии Róisín Machine, началась за десять лет до этого. «Simulation» стал первым записанным треком, спродюсировал его Ричард Барратт (также известный как DJ Parrot и Crooked Man), песня была выпущена в 2012 году. в 2015 году певица выпустила «Jealousy», также спродюсированную Барраттом. Оба были выпущены как отдельные синглы и не появились на последовавших альбомах Hairless Toys (2015) и Take Her Up to Monto (2016). Всё это время Мёрфи и Барратт работали над новым материалом, который позже войдёт на данный альбом.
Позже Мёрфи подписала контракт на запись одного альбома с Skint Records и её материнским лейблом BMG. Её убедил лично креативный директор Skint Дэмиен Харрис.
В 2019 году Мёрфи выпустила «Incapable», новое сотрудничество с Барреттом, которое было объявлено еще одним одиночным синглом. Мёрфи написала «Incapable» в 2010 году, после своего разрыва с художником Саймоном Хенвудом, через девять месяцев после рождения их дочери.
Уход от влияния арт-попа, трип-хопаи босса-новы ее предыдущих работ, Róisín Machine знаменует собой поворот к танцевальной клубной музыке. В альбоме присутствуют влияния диско, ню-диско, хауса, электропопа, фанка, пост-диско, электро-R&B, чикагского хауса, даба, вонки-попа минимал-фанка. Все песни на альбоме представлены в формате винтажных двенадцатидюймовых синглов.

## Релиз
Мёрфи объявила о предстоящем выпуске Róisín Machine 31 июля 2020 года, причём сделала это в тот же день. Первоначально планировавшийся к выпуску 25 сентября, Мёрфи объявил в середине сентября, что из-за производственных задержек, вызванных пандемией COVID-19, альбом будет выпущен на неделю позже, 2 октября.
Альбом был выпущен и на физических носителях, CD и виниловых пластинках. В дополнение к стандартному виниловому изданию был также выпущен прозрачный и синий винил, ограниченным тиражом в 2500 экземпляров, продаваемый исключительно на веб-сайте Мёрфи. Ограниченное виниловое издание также включало фото-зин и автограф.
Для продвижения альбома Мёрфи появилась на «Шоу Грэма Нортона» 2 октября, исполнив «Murphy’s Law».

## Список композиций
Слова и музыка всех песен — Рошин Мёрфи и Ричард Баррат, кроме отмеченных..
| №                   | Название                 | Автор(ы)                                           | Длительность |
| ------------------- | ------------------------ | -------------------------------------------------- | ------------ |
| 1.                  | «Simulation»             | Рошин Мёрфи, Ричард Баррат, Майкл Уорд             | 8:29         |
| 2.                  | «Kingdom of Ends»        |                                                    | 6:10         |
| 3.                  | «Something More»         | Эми Дуглас, Рошин Мёрфи, Ричард Баррат             | 6:49         |
| 4.                  | «Shellfish Mademoiselle» |                                                    | 4:17         |
| 5.                  | «Incapable»              |                                                    | 3:45         |
| 6.                  | «We Got Together»        |                                                    | 5:10         |
| 7.                  | «Murphy’s Law»           | Рошин Мёрфи, Ричард Баррат, Дин Хорнер, Майкл Уорд | 6:21         |
| 8.                  | «Game Changer»           |                                                    | 4:14         |
| 9.                  | «Narcissus»              |                                                    | 4:55         |
| 10.                 | «Jealousy»               |                                                    | 4:13         |
| Общая длительность: | Общая длительность:      | Общая длительность:                                | 54:27        |

| №                   | Название                        | Длительность |
| ------------------- | ------------------------------- | ------------ |
| 11.                 | «Incapable» (Extended Mix)      | 8:25         |
| 12.                 | «Narcissus» (Extended Mix)      | 7:40         |
| 13.                 | «Murphy's Law» (Extended Mix)   | 8:00         |
| 14.                 | «Something More» (Extended Mix) | 7:56         |
| 15.                 | «Simulation» (Extended Mix)     | 11:37        |
| 16.                 | «Jealousy» (Extended Mix)       | 11:39        |
| Общая длительность: | Общая длительность:             | 1:49:47      |

Примечания
- «Jealousy» содержит сэмпл из песни «New York’s Movin’», написанной Осборном Ханетром и Стивом Бостоном.

## Чарты
| Чарт (2020)                                  | Пиковая позиция |
| -------------------------------------------- | --------------- |
| Австралия (ARIA)                             | 53              |
| Австрия (Ö3 Austria)                         | 21              |
| Бельгия/Фландрия (Ultratop)                  | 25              |
| Бельгия/Валлония (Ultratop)                  | 142             |
| Нидерланды (Album Top 100)                   | 58              |
| Германия (Offizielle Top 100)                | 24              |
| Ирландия (Irish Albums Chart)                | 5               |
| Ирландия (IRMA — Independent Albums)         | 1               |
| Шотландия (Scottish Albums Chart)            | 10              |
| Швейцария (Schweizer Hitparade)              | 26              |
| Великобритания (UK Albums Chart)             | 14              |
| Великобритания (UK Independent Albums Chart) | 2               |